# Nikolaï Adlerberg
Le comte Nikolaï Vladimirovitch Adlerberg (en russe : Николай Владимирович Адлерберг), né le 19 mai 1819 (31 mai dans le calendrier grégorien) à Saint-Pétersbourg, mort le 13 décembre 1892 (25 décembre dans le calendrier grégorien) à Munich, est un général d'infanterie et homme politique russe, qui fut conseiller d'État (1881), gouverneur général de Simferopol (1854-1856), gouverneur de Tauride (1854-1856), gouverneur de Taganrog de 1853 à 1854, gouverneur général de Finlande 1866 à 1881.

## Famille

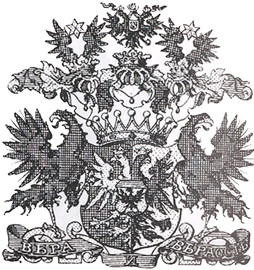
Armoiries ancestrales des Adlerberg

Adlerberg descend d'une famille de la noblesse suédoise. Il est le fils de Vladimir Fiodorovitch Adlerberg (1790-1884), un proche de l'empereur Nicolas Ier, président du département de la poste de la Russie impériale qui créa les premiers timbres poste de l'histoire de la Russie. Étant de mère russe, il est élevé dans la foi orthodoxe, contrairement à son père d'origine luthérienne.

### Mariage
En 1855, Nikolaï Adlerberg épousa Amalie von Lerchenfeld (1808-1888), veuve du baron Paul von Krüdener et fille de Maximilien Emmanuel von Lerchenfeld et de sa maîtresse, la princesse Thérèse von Thurn und Taxis, née princesse de Mecklembourg-Strelitz.

## Biographie
Issu d'une famille noble de Suède, Nikolaï Vladimirovitch Adlerberg sortit diplômé de l'École militaire du Corps des Pages. L'année suivante, il fut nommé aide de camp de Nicolas Ier. Le comte prit part à l'expédition militaire menée par la Russie dans le Caucase (1841-1842) puis à celle de Hongrie (1849). Au terme de la campagne hongroise, il fut promu colonel. En 1852, Nikolaï Vladimirovitch Adlerberg présenta sa démission et entra au ministère de l'Intérieur où il occupa les fonctions de chambellan de Sa Majesté Impériale.
Le 10 juin 1853, Nicolas Ier le nomma au poste de gouverneur de Taganrog. En raison de la déclaration de l'état de guerre à Taganrog (21 mai 1855) et de la proximité des opérations militaires menées par l'alliance franco-britannique en Crimée, le comte quitta ses fonctions au printemps 1854 et le comte Iegor Petrovitch Tolstoï lui succéda.
En 1855, Adlerberg fut élevé au grade de major-général. Entre1854 et 1856 au cours de la difficile période de la Guerre de Crimée, le comte occupa les postes de gouverneur de Simféropol et de Tauride (en Crimée). De 1856] à 1866, le comte remplit une mission diplomatique à Berlin. Nikolaï Vladimirovitch Adlerberg fut promu au grade de lieutenant-général et de général d'infanterie en 1870. En 1866, Alexandre II lui confia le poste de gouverneur de Finlande, il occupa cette fonction jusqu'en 1881.

## Passionné de théâtre
Nikolaï Vladimirovitch Adlerberg était un passionné de théâtre. Il fonda, à Helsingfors, en 1868 le théâtre russe qui reçut le nom de théâtre Alexandre.
Le 22 mai 1881, le comte Adlerberg fut admis comme membre au Conseil d'État. Après l'assassinat d'Alexandre II, le comte abandonna la vie publique. Nikolaï Vladimirovitch Adlerberg et son épouse quittèrent la Russie pour s'installer en Bavière, où ils vécurent dans le château d'Alexandre-Emmanuel von Lerchenfeld à Tegernsee, près de Munich, puis dans leur villa (Haus Adlerberg) construite au bord du lac.

### Décès
Le comte Nikolaï Adlerberg décéda le 25 décembre 1892 à Munich. Il est enterré auprès de son épouse au cimetière Saint-Laurent au bord du lac de Tegernsee.

## Distinctions
- Ordre de Sainte-Anne (troisième classe) (1842)
- Ordre de Sainte-Anne (deuxièsme classe) (1849)
- Ordre de Saint-Vladimir (quatrième classe) (1848)
- Ordre de Saint-Vladimir (troisième classe) (1854)
- Ordre de Saint-Stanislas (première classe) (1855)
- Ordre de Sainte-Anne (première classe) (1859)
- Ordre de Saint-Vladimir (deuxième classe) (1865)
- Ordre de l'Aigle blanc (1867)
- Ordre de Saint-Alexandre Nevski (serti de diamants) (1872)
- Ordre de Saint-Vladimir (première classe) (1875)

## Œuvres
Le comte Adlerberg voyagea en Grèce, en Égypte et en Palestine, voyage qu'il décrivit dans son ouvrage intitulé De Rome à Jérusalem publié en 1845. Cette œuvre reçut une bonne critique littéraire et des commentaires favorables dans la revue Sovremennik (1853). Il connut également la célébrité dans les années 1850. Il entreprit un second voyage en Palestine en 1860. Ce dernier fut décrit dans son livre En Orient, impressions et réminiscences publié en langue française à Saint-Pétersbourg en 1867.
Le comte Nikolaï Vladimirovitch Adlerberg aimait le théâtre. Il écrivit une œuvre intitulée Artistes des théâtres impériaux de Saint-Pétersbourg : photographies d'après nature, avec esquisses biographiques, publiée à Saint-Pétersbourg en 1863. En 1879, alors gouverneur de Finlande, le comte fit construire le théâtre d'Helsingfors. En l'honneur d'Alexandre II, il reçut le nom de théâtre Alexandre ou en finnois Aleksanterin Teatteri, connu également sous le nom de théâtre russe. L'architecte en fut Jérôme Ossoukhovsky. Les plafonds furent peints par Severin Falkman.

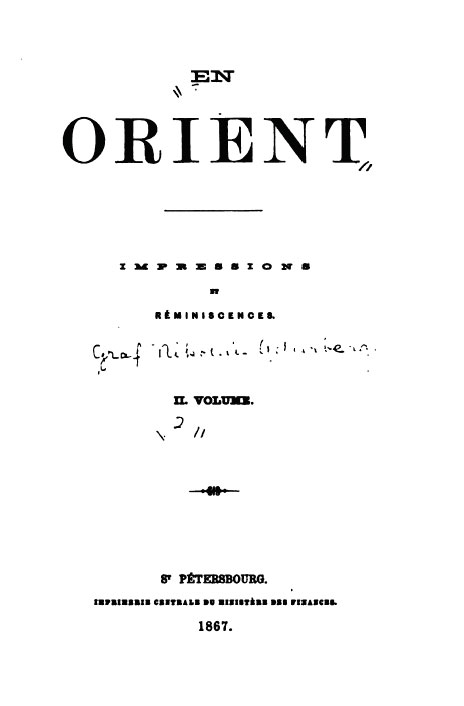
En Orient, impressions et réminiscences par Adlerberg